# Zofia Romer
Zofia Romer, także Dembowska-Romer, z domu Zofia Dembowska (ur. 16 lutego 1885 w Dorpacie, zm. 23 sierpnia 1972 w Montrealu) – polska malarka.

## Życiorys
Córka lekarza Tadeusza Dembowskiego i jego żony Matyldy z domu Grosse. Studia malarskie rozpoczęła w Wilnie u Iwana Pietrowicza Trutniewa, kontynuowała w Krakowie i Monachium. W latach 1903–1904 studiowała w Paryżu u Jacques Émile Blanche i Luc-Olivier Mersona. Zakończyła studia w Krakowie w Szkole Sztuk Pięknych u Józefa Siedleckiego.
Debiutowała w 1909 w Towarzystwie Przyjaciół Sztuk Pięknych w Krakowie. Wystawiła wówczas m.in. prace pastelowe o tytułach: Portret dr W. Zahorskiego, Stary Park, Ogródek w zimie, Leśnik litewski.
W latach 1909–1913 uczestniczyła w wystawach Towarzystwa Zachęty Sztuk Pięknych w Warszawie.
Od dzieciństwa przyjaźniła się z Witkacym: chodzili wspólnie po Tatrach, spędzali czas w Zakopanem. Artysta upamiętnił ją pod postacią  Donny Querpii w swoim dziele "622 upadki Bunga, czyli Demoniczna kobieta”.
W roku 1911 poślubiła Eugeniusza Romera (1871–1943), właściciela uzdrowiska w Cytowianach na Litwie.
Podczas I wojny światowej Zofia i Eugeniusz Romerowie przebywali w Annińsku na Witebszczyźnie (obecnie wieś Anninskoje, rejon siebieski, obwód pskowski, Rosja). Po zakończeniu wojny wrócili do Cytowian.
W 1926 zaprezentowała swe prace (głównie pejzaże) na wystawie indywidualnej w Rydze i w Szawlach.
Podczas II wojny światowej 16 czerwca 1941 Zofia Romer została wywieziona wraz z mężem w głąb Rosji do republiki autonomicznej Komi i przez Teheran, Kair, Londyn i USA dostała się do Kanady. Jej mąż zmarł w Kujbyszewie w roku 1943.
Jej obrazy znajdują się w kolekcjach muzeów litewskich oraz w Muzeum Narodowym w Warszawie. Portrety z okresu pobytu w Kanadzie znajdują się w wielu zbiorach prywatnych.
W roku 1993 odbyła się wystawa jej prac w salach warszawskiej Królikarni.